# Hervé Lybohy
Hervé Lybohy (Bouaké, 24 luglio 1983) è un ex calciatore ivoriano naturalizzato nigerino, di ruolo difensore.

## Caratteristiche tecniche
È un difensore centrale.

## Carriera

### Club
Ha collezionato oltre 90 presenze in Ligue 2.
Nel 2018 è stato acquistato dal neopromosso Nîmes.

### Nazionale
Tra il 2019 ed il 2021 ha giocato complessivamente 14 partite con la nazionale nigerina.

## Statistiche

### Presenze e reti nei club
Statistiche aggiornate al 6 gennaio 2017.
| Stagione        | Squadra                 | Campionato      | Campionato | Campionato | Coppe nazionali | Coppe nazionali | Coppe nazionali | Coppe continentali | Coppe continentali | Coppe continentali | Altre coppe | Altre coppe | Altre coppe | Totale | Totale | Totale |
| Stagione        | Squadra                 | Comp            | Pres       | Reti       | Comp            | Pres            | Reti            | Comp               | Pres               | Reti               | Comp        | Pres        | Reti        | Pres   | Reti   |        |
| --------------- | ----------------------- | --------------- | ---------- | ---------- | --------------- | --------------- | --------------- | ------------------ | ------------------ | ------------------ | ----------- | ----------- | ----------- | ------ | ------ | ------ |
| 2006-2007       | Olympique Saint-Quentin | CFA             | 31         | 1          | CF              | 0               | 0               |                    | -                  | -                  |             | -           | -           | 31     | 1      |        |
| 2007-2008       | RC France               | CFA             | 25         | 0          | CF              | 0               | 0               |                    | -                  | -                  |             | -           | -           | 25     | 0      |        |
| 2008-2009       | Compiègne               | CFA             | 26         | 0          | CF              | 0               | 0               |                    | -                  | -                  |             | -           | -           | 26     | 0      |        |
| 2009-2010       | Fréjus St-Raphaël       | N               | 30         | 1          | CF              | 0               | 0               |                    | -                  | -                  |             | -           | -           | 30     | 1      |        |
| 2010-2011       | Amiens                  | N               | 32         | 1          | CF+CdL          | 2+2             | 0               |                    | -                  | -                  |             | -           | -           | 36     | 1      |        |
| 2011-2012       | Amiens                  | L2              | 33         | 0          | CF+CdL          | 0+2             | 0               |                    | -                  | -                  |             | -           | -           | 35     | 0      |        |
| 2012-2013       | Amiens                  | N               | 33         | 2          | CF+CdL          | 0+1             | 0               |                    | -                  | -                  |             | -           | -           | 33     | 2      |        |
| 2013-2014       | Amiens                  | N               | 30         | 0          | CF+CdL          | 0+3             | 0               |                    | -                  | -                  |             | -           | -           | 30     | 0      |        |
| Totale Amiens   | Totale Amiens           | Totale Amiens   | 128        | 3          |                 | 10              | 0               |                    | -                  | -                  |             | -           | -           | 138    | 3      |        |
| 2014-2015       | Paris FC                | N               | 32         | 2          | CF              | 1               | 0               |                    | -                  | -                  |             | -           | -           | 32     | 2      |        |
| 2015-2016       | Paris FC                | L2              | 31         | 1          | CF+CdL          | 1+1             | 0               |                    | -                  | -                  |             | -           | -           | 31     | 1      |        |
| 2016-2017       | Paris FC                | N               | 31+2       | 2+0        | CF+CdL          | 0+2             | 0               |                    | -                  | -                  |             | -           | -           | 33     | 2      |        |
| 2017-2018       | Paris FC                | L2              | 30         | 3          | CF+CdL          | 2+1             | 1+0             |                    | -                  | -                  |             | -           | -           | 30     | 3      |        |
| Totale Paris FC | Totale Paris FC         | Totale Paris FC | 125        | 8          |                 | 8               | 1               |                    | -                  | -                  |             | -           | -           | 133    | 9      |        |
| Totale carriera | Totale carriera         | Totale carriera | 366        | 13         |                 | 18              | 1               |                    | -                  | -                  |             | -           | -           | 384    | 14     |        |